# 7대양을 건너는 바람처럼
〈7대양을 건너는 바람처럼〉(七つの海を渡る風のように 나나츠노우미오와타루카제노요니[*])은 아이우치 리나&사에구사 유카의 2번째 싱글이다.

## 개요
- TV 애니메이션 《명탐정 코난》의 극장판 《명탐정 코난: 감벽의 관》의 주제가로 선택된다. 전 작품의 영화에서는 에도가와 코난(한국명은 코난), 핫토리 헤이지(한국명은 하인성), 괴도 키드가 메인이며, 모리 란(한국명 유미란)과 스즈키 소노코(한국명 정보라)가 거의 활약하지 않았기 때문에 이번 작품에서는 2명이 메인이 되고 있다. 그렇기 때문에 아이우치와 사에구사는 그 세계관을 중시한 후에 작사를 공동으로 행했다.
- 본 싱글에서는 스파클링☆포인트는 참가하지 않았다. 。
- 사에구사 유카 인 데시벨의 베스트 음반 《U-ka saegusa IN d-best ~Smile&Tears~》에서는 사에구사의 솔로 버전이 수록되어있다.

## 수록곡

### 초회반
1. 7대양을 건너는 바람처럼(七つの海を渡る風のように)
  - 작사: 아이우치 리나&사에구사 유카, 작곡: 오노 아이카, 편곡: 하야마 타케시
2. destiny (rearrange version)
  - 작사: 마코시 사토미, 작곡: 마시마 카즈노부, 편곡: 오가 요시노부
3. 소원은 단 하나 -rearrange version-(願い事ひとつだけ -rearrange version-
  - 작사 · 작곡: 코마츠 미호, 편곡: 오가 요시노부
4. 7대양을 건너는 바람처럼 (RINA'S vocalless version)
5. 7대양을 건너는 바람처럼 (U-ka's vocalless version)

### 통상반
1. 7대양을 건너는 바람처럼
2. destiny (rearrange version)
3. 소원은 단 하나 -rearrange version-
4. 7대양을 건너는 바람처럼 (Insturmental)

| 극장판 《명탐정 코난: 감벽의 관》 주제가 |                                                         |                               |
| 이전 곡: B'z 〈흔들림 없는 것 하나〉     | 아이우치 리나&사에구사 유카 〈7대양을 건너는 바람처럼〉 | 다음 곡: ZARD 〈날개를 펼쳐〉 |